# TikTok Awards Việt Nam
TikTok Awards Việt Nam hay Giải thưởng TikTok Việt Nam là một giải thưởng nhằm tôn vinh các nhà sáng tạo, nghệ sĩ, người dùng và có nhiều đóng góp trên nền tảng TikTok. Giải thưởng đã lần đầu tiên được tổ chức vào ngày 27 tháng 12 năm 2020 tại Thành phố Hồ Chí Minh với 11 hạng mục. Năm 2022 là năm thứ hai giải thưởng được tổ chức sau thời gian bị ảnh hưởng bởi đại dịch COVID-19 tại Việt Nam. Chương trình năm 2022 đã được trực tiếp trên hai kênh của TikTok là @tiktokawardsvn, @tiktokcreator_vn và phát lại trên TikTok LIVE, VieON, TodayTV, HTV2 - Vie Channel, Truyền hình Quốc hội.

## Lịch sử
Vào ngày 24 tháng 4 năm 2019, nền tảng mạng xã hội TikTok chính thức có mặt tại thị trường Việt Nam. Đến ngày 27 tháng 12 năm 2020, giải thưởng thường niên của TikTok đã lần đầu tiên được tổ chức nhằm tôn vinh các nhà sáng tạo tại Việt Nam do khán giả bình chọn.
Ngày 7 tháng 12 năm 2022, TikTok chính thức công bố các đề cử cho TikTok Awards Việt Nam 2022 và xác định tổ chức giải thưởng sau hai năm vì ảnh hưởng của đại dịch COVID-19.

## Danh sách

### TikTok Awards Việt Nam 2020
Chủ đề được TikTok đưa ra cho giải thưởng vào năm 2020 chính là "You start on TikTok". Trấn Thành được lựa chọn làm MC dẫn chính thức cho giải thưởng năm 2020.
| Hạng mục                                 | Hạng mục                                 | Người đoạt giải                       | Tài khoản TikTok            | Ghi chú |
| ---------------------------------------- | ---------------------------------------- | ------------------------------------- | --------------------------- | ------- |
| Nhà sáng tạo của năm                     | Nhà sáng tạo của năm                     | Nguyễn Thị Diệu Linh                  | @linhbarbie                 |         |
| Nhà sáng tạo được yêu thích nhất của năm | Nhà sáng tạo được yêu thích nhất của năm | Võ Thành Ý                            | @thanhyvo                   |         |
| Nhà sáng tạo triển vọng của năm          | Nhà sáng tạo triển vọng của năm          | Việt Mỹ                               | @vietmyusa                  |         |
| Nhà sáng tạo truyền cảm hứng của năm     | Nhà sáng tạo truyền cảm hứng của năm     | Angela Tường Vy Sô Y Tiết             | @tuongvy1995 @ytietofficial |         |
| Chiến dịch của năm                       | Chiến dịch của năm                       | #Vudieuruatay (Vũ điệu rửa tay)       | —                           |         |
| Âm nhạc của năm                          | Trong nước                               | Ghen Cô Vy                            | —                           |         |
| Âm nhạc của năm                          | Nước ngoài                               | Play Date (Melanie Martinez)          | —                           |         |
| Nghệ sĩ ấn tượng của năm                 | Nữ nghệ sĩ                               | Chi Pu                                | @chipupu                    |         |
| Nghệ sĩ ấn tượng của năm                 | Nam nghệ sĩ                              | Đàm Vĩnh Hưng                         | @damvinhhungtiktok          |         |
| Nghệ sĩ ấn tượng của năm                 | Nhóm nghệ sĩ                             | Ngọc Trinh, Đỗ Long, Lê Hà, Quỳnh Thư | @ngoctrinh89                |         |
| Kênh thông tin của năm                   | Kênh thông tin của năm                   | VTV24                                 | @vtv24news                  |         |
| Streamer triển vọng                      | Streamer triển vọng                      | Khởi Việt                             | —                           |         |
| Đối tác MCN của năm                      | Đối tác MCN của năm                      | MCV Network                           | —                           |         |
| Kênh thông tin có tác động xã hội        | Kênh thông tin có tác động xã hội        | FactCheckvn (Thông tấn xã Việt Nam)   | @factcheckvn                |         |

### TikTok Awards Việt Nam 2022
TikTok Awards Việt Nam 2022 được tổ chức vào ngày 20 tháng 12 năm 2022 tại Thành phố Hồ Chí Minh với tên gọi "Together - We celebrate authentic YOU". Đêm vinh danh TikTok Awards Việt Nam 2022 sẽ công bố kết quả của 11 hạng mục với 5 hạng mục do khán giả bình chọn và 6 hạng mục bởi hội đồng chuyên môn từ TikTok bình chọn. Cổng bình chọn trước đó đã được mở từ ngày 15 tháng 11.
 Hạng mục do khán giả bình chọn. Không có biểu tượng là hạng mục do ban giám khảo quyết định.
In đậm và in nghiêng là nhà sáng tạo, đề cử chiến thắng hạng mục.
| Hạng mục                                       | Người đoạt giải và đề cử | Người trao giải                  |
| ---------------------------------------------- | --- | -------------------------------- |
| Nhà sáng tạo nội dung người nổi tiếng của năm  | - Nguyễn Thúc Thùy Tiên (@missgrand2021.thuytien) - Hòa Minzy (@hoaminzy_hoadambut) - Lê Dương Bảo Lâm (@duongbaolam) - Tóc Tiên (@toctien_official) - Võ Hoàng Yến (@vivianhhoang209) | NSND Bạch Tuyết Noo Phước Thịnh  |
| Nhà sáng tạo của năm                           | - CiiN (@cciinnn) - Lê Bống (@lebong95) - Linh Barbie (@linhbarbie) - Reency Ngo (@reencyngo) - Việt Phương Thoa (@vietphuongthoa98)                                                   |                                  |
| Nhà sáng tạo truyền cảm hứng của năm           | - Thủng Long Family (@thunglongfamily) - An Đen (@anden75) - Joy Dog Mom (@joydogmom) - Lê Song Bảo Duy (@jimojo.98) - Phạm Tuấn Hưng (@pth.official)                                  |                                  |
| Âm nhạc của năm                                | - Về nghe mẹ ru - Hoàng Dũng, NSND Bạch Tuyết - See tình - Hoàng Thùy Linh - Thiên thần tình yêu - Ricky Star - Vui lắm nha - Hương Ly, Jombie - Waiting for you - Mono                | Mew Amazing Trang Nguyễn         |
| Nhà sáng tạo triển vọng của năm                | - Rufino Aybar - Tây Ba Lô (@rufinoaybar) - 16 Memories (@16.memories) - Caocuongvu (@caocuongvu) - Hi.changnee (@chang0000) - KIẾN KHÔNG NGỦ (@kienkhongngu_official)                 | Hari Won Ngô Kiến Huy            |
| Nhà sáng tạo giải trí xuất sắc nhất            | - AnNhiên ❤️ BốiBối (@annhien_boiboi) - CiiN (@cciinnn) - Chi Xê (@chibrillie99) - Đinh Trang Thảo (@dinhtrangthao03) - Tú Màn Thầu (@tumanthau)                                       | Lý Hải Minh Hà                   |
| Nhà sáng tạo đời sống & giáo dục xuất sắc nhất | - Quan không gờ (@quankhonggo) - Cô Ba Edit (@cobaedit7) - Tạ Công Bằng (@tacongbang2000) - Trương Nhã Đinh (@tnhadinh) - Ngô Đức Duy (@duyyy.real.channel)                            | Nguyễn Phi Vân Nicolab Phạm      |
| Nhà sáng tạo thể thao xuất sắc nhất            | - Ang Tuấn (@angtuan12) - BEN EAGLE 🇻🇳 (@ben.eagle.vn) - Quotes bóng đá (@quotesbongda) - Trần Đảng Điền Kinh (@trandangdienkinh) - Thuận Ròm (@thuanrom97)                            | NSƯT Quốc Cơ NSƯT Quốc Nghiệp    |
| Streamer (người phát trực tiếp) xuất sắc nhất  | - Thiện Nhân (@thiennhan5272) - Dunghoangpham (@dunghoangpham) - NgaChan Official (@ngachan2701) - Hat Snow Player (@hatlive1) - Vân Chòe (@my_vanh)                                   | Hứa Kim Tuyền Lê Nguyễn Bảo Ngọc |
| Đối tác của năm                                | - MCV Network - DCGR - Điền Quân Network - Eyeplus Media - Theanh28 Entertainment | Hương Giang NSƯT Xuân Bắc        |
| Kênh tin tức - truyền thông của năm            | - Tiin.vn (@tiin.vn) - Báo Dân Trí (@dantri.com.vn) - Kênh 14 (@kenh14official) - Chuyển động 24h (@vtv24news) - VTVCab (@vtvcab)                                                      | Lê Quang Minh Nguyễn Lâm Thanh   |

### Tiktok Awards Việt Nam 2023[11]

Myra Trần live Môi Chạm Môi tại TikTok Awards

Đối tác Nội dung của năm: Metub/ Melive (@metub) & VTVCab (@vtvcab) & KolsMe (@kolsmevn)
Đối tác Báo chí của năm: Truyền hình Quốc hội (@quochoitv)
Đối tác Truyền thông của năm: FPT Play (@fptplay)
Doanh nghiệp vừa và nhỏ của năm: Yody (@yodyofficial.studio) & Thích Cay (@thichcay.vn)
Bài hát nổi bật nhất của năm: À Lôi - Double2T x Masew (@_double2t - @masew777)
Kênh nội dung Thể thao của năm: Đỗ Kim Phúc (@dokimphuc.official)
Kênh nội dung Gaming/eSports của năm: GAM Esport team (@gamesportsvn)
Kênh nội dung Ẩm thực của năm: Lê Anh Tuyển (@le_anh_nuoi)
Kênh nội dung Giải trí của năm: VieChannel.Music (@viechannel.music)
Kênh nội dung Đời sống của năm: Ty Lê (@tyle1994)
Kênh nội dung Học thuật của năm: Châu Khả Di (@chaukhadi2107)
TikTok for Good: Sài Gòn Xanh (@saigon_xanh) & Chợ Phiên OCOP (@chophien.ocop) & Chiến dịch #AntiFakeNews (#AntiFakeNews)
Nhà sáng tạo nội dung LIVE bứt phá: Mây Bae (@maybae1202)
Nhà sáng tạo nội dung LIVE có sức ảnh hưởng của năm: Vân Chòe (@my_vanh)
Nhà sáng tạo nội dung bứt phá TikTok Shop của năm: Huỳnh Quốc Dũng (@hqd1992)
Nhà sáng tạo nội dung nổi bật TikTok Shop của năm: Quyền Leo Daily (@quyenleodaily)
Nhà sáng tạo nội dung Người nổi tiếng của năm: Siêu Mẫu Minh Tú (@stellaminhtunguyen)
Nhà sáng tạo nội dung của năm: Ngô Đức Duy (@duyyy.real.channel)

### TikTok Awards Việt Nam 2024
Nhà sáng tạo nội dung của năm: Ninh Anh Bùi (@a.ninhh_)
Nhà sáng tạo nội dung TikTok Shop nổi bật của năm: Phạm Thoại (@norinpham_m4)
Nhà sáng tạo nội dung LIVE có sức ảnh hưởng của năm: Aley Nguyễn (@aley.nguyenx)
Nhà sáng tạo nội dung Đời sống của năm: Vĩnh Thích Ăn Ngon (@vinhthichanngon)
Nhà sáng tạo nội dung Giải trí của năm:: Khiết Đan (@khietdan0106) và Lê Tuấn Khang (@letuankhang2002) 
Nhà sáng tạo nội dung Giáo dục của năm: Hải Triều (@haiichieu)
Nhà sáng tạo nội dung Thể thao của năm: Việt Anh (@viet_anh_219)
Video ấn tượng của năm: Đỗ Kim Phúc (@dokimphuc.official)
Nghệ sĩ Âm nhạc của năm: Quang Hùng MasterD (@qh.masterd)
Đối tác nội dung MCN của năm: VITAMIN GROUP
TikTok Awards Việt Nam 2025